# 若者言葉
若者言葉（わかものことば）は、主として20歳前後の青少年が日常的に用いる俗語などで、それ以外の世代ではあまり用いない言葉のことである（近年では他の世代に広まった言葉も存在する）。若者言葉には最近になって使われ始めたものと、古くからあって代々若者に受け継がれるもの（例：体育会系に多い語尾の「っす」など）があるので、共時的だけでなく通時的に見る必要がある。本項では特に明記しない限り、昭和後期以降から2000年代にかけての日本語の事情を先に述べた2つの観点から記述する。

## 概要
若者言葉は現代に始まったことではなく、古くは清少納言の『枕草子』にも当時の若者の言葉の乱れに関する記述がある。新語や誤用の定着によって言語が変化することは往々にしてあるが、その変化の過程を共時的に捉えた際、既存の社会一般の言語規範（標準語・共通語）に反するために、しばしば社会的な批判を受けるが、今は改善されつつあり認められてきている側面もある。その流れの一環として、文化庁が第20期国語審議会にて若者言葉を『新鮮で好感の持てるものもあるが、好ましくないものも多い。それらの多くは次々に現れては消えるものであり、仲間内で使われる分には特に問題はないと思われるが、仲間以外の相手や改まった場面で、適切な言葉遣いが無理なくできるよう、学校・家庭・地域社会等の言語環境を整備し、指導していくことが望ましい。』と表現し、若者言葉の発生を認めつつ社会上での適切な言葉遣いへの教育を進めるとした。
井上史雄は、「数十年後の使用がどうなるか」に着目して、若者言葉を次のように4分類した。「一時的流行語」は「アジャパー」や「チカレタビー」といった流行り廃りの早い流行語や、「グリーンカード」や「E電」といった時事的な言葉が当てはまる。「コーホート語」は後の若者には受け継がれないものの、特定の世代で使われ続けてその世代・年代の象徴となる言葉で、「月光仮面」や「シェー」や「ナウい」などが当てはまる。また「ぜいたくは敵だ！」や「竹の子族」といった各時代の世相や風俗を表す言葉もコーホート語になりうる。「若者世代語」は若者文化の象徴として代々受け継がれ、年を重ねると使う機会が失われる言葉で、「代返」や「学食」などが当てはまる。最後の「言語変化」は廃語（俗に言う「死語」）にならずに一般化していく言葉で、「頭に来る」や「ら抜き言葉」、「新幹線」などが当てはまる（俗語も参照）。
|                | 若者が老いて不使用                        | 若者が老いて使用                                  |
| -------------- | ----------------------------------------- | ------------------------------------------------- |
| 後の若者不使用 | 一時的流行語 新語、時事用語、はやりことば | コーホート語（同世代語） 生き残った流行語、世相語 |
| 後の若者使用   | 若者世代語 キャンパス言葉、学生用語       | 言語変化 新方言、確立した新語                     |

若者言葉は、性別、地域（新方言も参照）、年齢、所属する集団の違いによって変化する。例えば、「ウザい」「キショい」「キモい」「しょうゆ顔」「ソース顔」を侮蔑語と捉え、相手を傷つけたり不快にさせたりするという理由で安易に用いない若者もいる。また「ハズい」などを使うと自らの品格を問われる可能性があるというような理由で「（知らないということはないだろうが、敢えて）知らない」「使わない、使いたくない」という意見もある。
若者言葉は最近では幅広い年齢の人も使っている。これは新しく出てきた言葉ほど顕著で、「ウザい」「キモい・キショい」「（危ない、という本来の意味からかけ離れた）ヤバい」「ハズい」などは使わなくなる人の方が多いというものである。また金田一秀穂は、「チョベリバ」を例に、若者言葉というものに関して「隠語的な要素が含まれているため、公に周知されると使用が控えられる」という傾向を指摘している。
若者言葉には、テレビCMやドラマの台詞などから流行語となって日常化した物が多くみられる。特徴としては言葉を逆に言ったり、言葉をローマ字化してその頭文字のアルファベットを並べたり（チョーMM、MK5、KYなど）、誇張した表現（「超」の濫用など）といったことが挙げられる。また、日本各地の方言が首都圏の若者に取り入れられ、マスメディアによって日本全国に再発信され、方言色の薄い全国一般の若者言葉となることも少なくない（首都圏方言も参照）。例として、中部地方由来の「じゃん（か）」、大阪由来の「むかつく」や「めっちゃ」、栃木・福島由来の「（大丈夫という意味の）だいじ」「ちがかった」、多摩由来の「うざったい」などが挙げられる。2005年頃には、首都圏の女子高生を中心に、各地の方言を意図的に会話や電子メールに織り交ぜることが流行したこともある。

## 歴史
近代から現在に至るまで、若者言葉は時代ごとに異なる特徴が見られる。各年代の学生を中心とする若者言葉の大まかな流れを記述する。

### 近代
明治前期の旧制高等学校・旧制大学に在籍する男子学生は「書生言葉」と呼ばれる特徴的な仲間内言葉を用いた。当時、高等教育機関に通える男子は限られたエリートであり、書生言葉には自分達のエリート意識と教養を誇示する意味合いがあった。書生言葉では外国語（原義そのままで使用）や漢語（「僕」「君」「失敬」など）、「〜したまえ」などが多用され、のちに堅く気取った男性語の原型となった。高等教育の門戸が広がっていく明治後期には、寮生の間で隠語的なくだけた若者言葉も生まれるようになった。大正時代からはドイツ語由来の言葉が流行し、太平洋戦争後まもなくまで男子学生の間で広く用いられた。
女学生の間でも盛んに若者言葉が作り出され、時には書生言葉を取り入れることもあった。明治後期には、芸妓や下町の子どもの言葉を元に「てよだわ言葉」と呼ばれる言葉遣いが広まった。当初は知識人などから「異様なる言葉づかひ」（尾崎紅葉）のように度々非難されたが、徐々に一般化し、上品な女性語の原型となった（#てよだわ言葉の流行の終焉を参照）。大正ごろには、女学校の増加で下町からの通学者が多くなったこと、女学生の間でも学生スポーツが盛んになったことから、ぞんざいな言葉遣いが流行した。

### 戦後

#### 戦後初期
太平洋戦争直後は、混乱の時代を反映して、犯罪者や不良の隠語、外国語などが一般学生の言葉に取り入れられた。1960年代に入ると、学生運動が盛んになり、アジビラで多用されたような、観念的な表現や荒々しい言葉遣いが学生の間で流行した。

#### てよだわ言葉の流行の終焉
明治時代以降女性の間で流行していた「よろしくってよ」「そうなのよ」「そうだわ」といった「てよだわ言葉」は、1980年代以降廃れ始め、1970年代中期以降に生まれた世代では使われなくなっている。1970年代中期以降に生まれた世代では男女を問わず「〜だよ」「だね」「〜かな」、これに加えて「〜じゃん」「〜（で）さぁ」「〜なんだよね」のようなユニセックスな言葉遣いが主流になった。しかし、漫画アニメゲームなどの創作作品、テレビの報道番組で報道される外国人女性のコメントや、バラエティ番組などで登場する外国人女性、あるいは洋画、日本国外のテレビドラマなどで登場する女性の台詞の日本語字幕や吹き替えでは、現在でもてよだわ言葉が広く使われている。
てよだわ言葉はそれほど歴史のあるものではない。明治時代の女学生の間で流行し、その後共通語の一部として全国に広まったものである。そのため方言ではあまり使われることがなく、江戸時代を舞台にした落語や時代劇には、現代では廃れた郭言葉のような特殊な女性語を使う女性が現れることはあっても、てよだわ言葉を使う女性は登場しない。昭和4年（1929年）に出版された落語の速記録によれば、下記のような言葉を使う女性が登場する。
- 「呆れ返っちまうね」「馬鹿々々しいじゃないか」（柳家小さん『富八』）
- 「ワン〳〵吠（ほ）え出したじゃァないか」「それから私が行って見ると大変なんだよ」（桂文治『夢分限』）

てよだわ言葉は、流行し出した当初、耳障りで下品な言葉遣いとして非難・排斥されたものである。昨今は衰退の途にあるが、これは「良い」とか「悪い」とか評価できる問題ではない。
なお、てよだわ言葉が失われた現在でも、口調の違いは存在する。特に一人称においては今なお男女差がはっきりしており、女性が「僕」「俺」などという言葉を使うことには根強い抵抗感がある（ボク少女を参考）。

#### 消費社会を反映
学生運動が失敗に終わった1970年代以降は、消費文化を反映した表現、「ノリ」を重視した言葉遊び的な表現が増加していく。特に1980年代後半はバブル景気の世相を背景に、テンポのよい省略語やウケ狙いの奇抜な表現が多用され、会話が伝達の手段から娯楽の手段へと移っていった。1990年代には東京の一部の女子高生が使う「ギャル語」が世間の注目を集めた。2000年代以降はインターネットが若者言葉に大きな影響を与えている。またお笑い芸人や野球選手等の影響を受けて関西弁が影響を与えることも多い。

## 主な発音

### 関東での名詞アクセントの平板化
主に関東の首都圏方言話者の若者に多い発音の仕方が、名詞の平板化である。1990年代ごろから広まり、倦怠感を表したり、下記の「クラブ」のように発音によって区別する意図を含む場合に用いられる。
- 彼氏 - かれし→かれし
- クラブ - クラブ→クラブ

左は標準語・共通語に基づいた表現で特に用法は限定されていないが、右は旧称「ディスコ」にのみ用いられる。
- ドラマ - ドラマ→ドラマ

#### じゃね?
発音によって賛同を半ば強引に促す表現であり、従来「きれいだよね」といわれていたものならば、「きれいじゃね?」となる。この場合センテンスの最初の一音（この場合なら“き”）のみ低く、それ以外の音（この場合“れいじゃ”）を同じトーンで高く発音し、最後の「ね」はさらに高い。ギャル（コギャル）カルチャーが発生してから派生した。

## 主な表現

### 強調として用いるもの
めっちゃ
めちゃくちゃ（滅茶苦茶・滅茶滅茶）の転で、「めっちゃかわいいやん」のように使用され程度の高さを強調する副詞。転じて「めっさ」や「もっさ」、また「無茶苦茶」の転で「むっちゃ」や「むちゃ」ともいう。もとは関西の方言である。関西出身芸人のメディアでの使用などによって全国的に知られる表現となり、全国放送のテレビ番組名に使用されたり（「めちゃ×2イケてるッ!」）、2000年（平成12年）に神奈川県出身の田島寧子が「めっちゃ悔しい!!」と発言して流行語になったこともある。

### 情緒的な表現
キモい
「気持ち悪い」が短縮されたもの。「キモい」や「キモイ」と表記される。直接的に対象を「気持ち悪い」と言うよりも若干軽いニュアンスで用いられる。「きめぇ」や「キモス」とも。『ビックリハウス』1980年（昭和55年）11月号の「ヘンタイよいこ新聞」では、投稿者が「これは方言ですか?それとも、我が家だけで通用している言葉ですか?」と「キモい」という言葉を使用している。
類義語に「きしょい」があるが、これは「気色悪い」が転じたものである。「キモい」や「キモイ」とほぼ同義。海外英語圏では"screw off"が似たような感覚で使用される。
マジ
「真面目」の転であるが、一般的に「本当に〜」や「本気で〜」と、強調または真実性の表現として用いられる。古くは、江戸時代の洒落本『にやんの事だ』（1781年〈安永10 - 天明元年〉）「気の毒そふなかほ付にてまじになり」にみられる。この例は名詞であるが、現在は真実性・厳密性を表現する:副詞としての用法が多い。例としては「マジビビった」「マジムカついた」「マジ闇」「マジ卍」「それマジで?」など。最後の例のマジは名詞で、「それは本当（真実）?」の意である。漢字での表記として「本気」の字を当てることもある（立原あゆみの漫画『本気!』など）。近年はガチンコを略した「ガチ」も同意語で使われる。
ばっくれる
しらばっくれる、の略。転じて、大切な用事から逃げ出すこと、当然行かなければならない場所に行かないこと。
パねえ
半端ねえ、の略。
マジと合わせて「マジ、パねえ。」などと使われる。
ぴえん
泣いているさまを表す擬態語。泣き声の「ぴえーん」を省略し、SNS上やメールなどのやり取りで「（涙）」の意味でより汎用性の高い言葉として使われる。

### 形容詞・感動詞
ここでは、一般動詞であるものの、形容詞的・副詞的に使われる言葉も含む。
ウザい・うぜえ・うざったい（てえ）
面倒だ、うっとうしい。古くは「うざっかしい」「うざっこい」という形容詞、「うざつく」という動詞があった。
多摩地域周辺で使われている多摩方言の、不快・（生理的に）気持ち悪い・（草木などが多い茂っていて）鬱陶しいなどという意味の「うざったい」が短縮されたり、言葉の意味が広がった形である。2000年（平成12年）頃から浸透している。
やばい・ヤバい・ヤベえ やばす まじやばす！
元々は「良くない」「非常にまずい状態に陥っている」の意。近年では意味が拡大しており、「予想に反して驚き、衝撃を受けてしまった」という際にも使用されるようになってきている。さらには、「衝撃を受けるほどすばらしい」と言う意味でも使われる。マスコミで採り上げられる例としては、「ラーメン店などで頼んだものを口にした途端、『やばい、これほど美味しいとは思っていなかった』」。要は予想外のことを体験してしまい、その衝撃でどうにかなってしまいそうなほど凄い、といった意味である。ヤバす（"やばいです"、"やば過ぎる"の省略）というのもあり、これは2ちゃんねるを始めとしたネットスラングから。タレントの中川翔子が自身のブログでもよく利用している。
起源は「矢場」（江戸時代に的屋が営んでいた射的遊技の的場を指す関東方言）とされる。表向きは遊技場だが、実際には売春の場所だったので「矢場」が危険な場所を表す隠語となり、さらに危険な状況を表す形容詞として「矢場い」が生まれたという。
『隠語輯覧（1915年〈大正4年〉）』によれば、泥棒が刑事のことを「やば」と呼んだ。それの形容詞形が「やばい」である。（弓矢#公家文化としての遊興も参照）

### 若者流の敬語表現
バイト敬語・体育会系（敬）語、「っす」体など、規範主義者の主張する「敬語」ではない待遇表現が見られる。
1. ×じゃ博士は、どこへ行かれるのですか（昭和14年〈1939年〉、海野十三『火星兵団』）→いらっしゃるのですか
2. ×そうじゃないですよ（昭和3年〈1928年〉、平林初之輔『人造人間』）→そうではありませんよ
3. ×これでいいっすか？→これでいいですか？

(1)と(2)については、若者に限らず戦前から広く用いられてきた表現であり、誤用と見なさないことも多く、昭和27年（1952年）には国語審議会によって「（「れる」について）すべての動詞に規則的につき、かつ簡単でもあるので、むしろ将来性があると認められる」「（「形容詞+です」について）平明・簡素な形として認めてよい」とされている。(3)は若者からも嫌われる場合もある。

## 方言由来の若者言葉
近年若者の間で広まっている言葉の中には、方言から取り入れられたものが少なくない。異なる地域同士の言語接触の例とみることができる。こうした方言由来の若者言葉の内訳は、各地域で伝統的に使われていた方言が広まったものと、各地域の若い世代が使い出した「新方言」が広まったものとがあるが、厳密には区別しがたい。
以下、方言由来の若者言葉の主な例を掲げる。なお、「（元の）使用地域」および「意味」は、主として『辞典〈新しい日本語〉』および『日本方言大辞典』を参照し、代表的なものを示した。それ以外の典拠も注に記した。
| 語                                 | （元の）使用地域 | 意味 |
| ---------------------------------- | --- | --- |
| うざい                             | 東京都多摩地域の「うざったい」が短縮されたもの。埼玉県西北部で「うざっぽい」。 | 不快だ、いやな（人）、面倒だ、わずらわしい。原義「（濡れた畑に入ったような）不快な感じ」。                                                  |
| うち                               | 関西・中国・四国など。 | 両性の自称。（方言では主に女性の自称） |
| おちょくる                         | 関西・中国・四国など | からかう。愚弄する。 |
| したっけ（ね）                     | 東北で「したけ・したっけ」など。北海道や北関東で若い世代に増える。ただし、北関東でも茨城県南部では使われない。                                                                           | それじゃあ。さようなら。 |
| 〜じゃん                           | 山梨県で使用、長野県大町で大正時代に使用。静岡県浜松で昭和初期に使用例。甲州側から多摩や、東海側から横浜に伝播した後、1970年代前後には東京でも使用し全国に伝播。東海地方で「じゃんか」。 | 〜ではないか。〜じゃないか。 |
| 〜しない                           | 長野県の北信（長野市・須坂市界隈）で比較的若い世代が使用。 「〜やるしない」「〜行くしない」など。                                                                                        | 〜やろう。〜行こう。など。 「しない」を否定形の意味では使わず「同意」の意味で使用する方言の「〜やらず」「〜行かず」などと同じ使い方をする。 |
| 〜（だ）べ                         | 東北・関東 | 〜（だろ）う。 |
| だもんで                           | 東海 | だから。なので。 |
| ちがくない／ ちがかった／ ちがくて | 福島・栃木 | 違わない・違った・違って |
| 〜っしょ                           | 北海道。関東でも使用していた可能性がある。 | でしょう。 |
| 〜っちゃ                           | 南東北・山口・東九州・京都府北部など | 〜よ。 |
| 〜（で）ないかい                   | 北海道 | 〜（では）ないか。 |
| なまら                             | 北海道の若者言葉 | 大変。とても。 |
| ばり                               | 西日本 | 大変。とても。 |
| めっちゃ                           | 関西 | 大変。とても。 |
| ～よか                             | 北関東・中部などただし、北関東でも茨城県南部では使われない。 | ～よりも |
| よめ（さん）                       | 西日本 | 妻。 |
| あーね                             | 九州地方 | あーそういうことね・あー理解した・あーなるほど                                                                                              |